# Anisopteromalus schwenkei
Anisopteromalus schwenkei is een vliesvleugelig insect uit de familie Pteromalidae. De wetenschappelijke naam is voor het eerst geldig gepubliceerd in 1973 door Roomi, Khan & Khan.